# Brooke Bundy
Brooke Bundy (* 8. August 1944 in New York City, New York, USA) ist eine US-amerikanische Schauspielerin.

## Werdegang
Ihr Debüt als Schauspielerin gab sie 1959 in der US-Serie State Trooper. Danach folgten zahlreiche Gastauftritte in Serien wie Lassie, Big Valley, Bonanza, Cannon, Drei Engel für Charlie, CHiPs, Simon & Simon oder Matlock. Sie spielte in der Soap General Hospital von 1977 bis 1981 die Krankenschwester Diana Taylor. Außerdem war sie 1987 in Nightmare III – Freddy Krueger lebt und 1988 in Nightmare on Elm Street 4 als Elaine Parker zu sehen.
Brooke Bundy ist seit 1962 mit Peter Helm verheiratet. Ihre Tochter ist die Schauspielerin Tiffany Helm. 1991 zog sie sich als aktive Schauspielerin zurück und arbeitet seitdem als Schauspiellehrerin.

## Filmografie (Auswahl)
- 1962–1963: Mutter ist die Allerbeste (The Donna Reed Show, Fernsehserie, zwei Folgen)
- 1963, 1966: Rauchende Colts (Gunsmoke, Fernsehserie, zwei Folgen)
- 1964: Solo für O.N.C.E.L. (The Man from U.N.C.L.E., Fernsehserie, eine Folge)
- 1964, 1966: Die Leute von der Shiloh Ranch (The Virginian, Fernsehserie, zwei Folgen)
- 1965: Tausend Meilen Staub (Rawhide, Fernsehserie, eine Folge)
- 1965: Die Seaview – In geheimer Mission (Voyage to the bottom of the sea, Fernsehserie, eine Folge)
- 1965, 1967: Bonanza (Fernsehserie, zwei Folgen)
- 1967: Big Valley (The Big Valley, Fernsehserie, eine Folge)
- 1967, 1971: Mannix (Fernsehserie, zwei Folgen)
- 1968: Die fünf Vogelfreien (Firecreek)
- 1968: Polizeibericht (Dragnet, Fernsehserie, eine Folge)
- 1968: The Young Runaways
- 1968: Daniel Boone (Fernsehserie, eine Folge)
- 1968–1973: FBI (The F.B.I., Fernsehserie, vier Folgen)
- 1968–1973: Twen-Police (The Mod Squad, Fernsehserie, vier Folgen)
- 1969: Ein Stall voll süßer Bubis (The Gay Deceivers)
- 1969: The Best Years (Fernsehfilm)
- 1969: Kobra, übernehmen Sie (Mission: Impossible, Fernsehserie, zwei Folgen)
- 1969: Lancer (Fernsehserie, zwei Folgen)
- 1970: Das Netz der Spinne (Along Came a Spider, Fernsehfilm)
- 1971: Mit Staatsanwälten spielt man nicht (Travis Logan, D.A., Fernsehfilm)
- 1971, 1975: Cannon (Fernsehserie, zwei Folgen)
- 1972: Die Abenteuer des Nick Carter (Adventures of Nick Carter, Fernsehfilm)
- 1972: Short Walk to Daylight (Fernsehfilm)
- 1972–1974: Notruf California (Emergency!, Fernsehserie, drei Folgen)
- 1973: A Man for Hanging (Fernsehfilm)
- 1973: Owen Marshall – Strafverteidiger (Owen Marshall: Counselor at Law, Fernsehserie, zwei Folgen)
- 1973: Die Partridge Familie (The Partridge Family, Fernsehserie, eine Folge)
- 1973: Dangerous Relations
- 1973, 1977: Barnaby Jones (Fernsehserie, zwei Folgen)
- 1974: Drei Mädchen und drei Jungen (The Brady Bunch, Fernsehserie, eine Folge)
- 1974: Fools, Females and Fun (Fernsehfilm)
- 1975: Man on the Outside (Fernsehfilm)
- 1975: Im Land der Saurier (Land of the Lost, Fernsehserie, eine Folge)
- 1976: Zeit der Sehnsucht (Days of our Lives, Fernsehserie, eine Folge)
- 1976: Make-up und Pistolen (Police Woman, Fernsehserie, zwei Folgen)
- 1976: Der Fall Gary Powers (Francis Gary Powers: The True Story of the U-2 Spy Incident, Fernsehfilm)
- 1977: Drei Engel für Charlie (Charlie’s Angels, Fernsehserie, eine Folge)
- 1977: Wonder Woman (Fernsehserie, eine Folge)
- 1977–1981: General Hospital (Fernsehserie)
- 1977, 1982: CHiPs (Fernsehserie, zwei Folgen)
- 1978: Todesflug 401 (Crash, Fernsehfilm)
- 1979: Weihnachtsmänner haben’s schwer (The Man in the Santa Claus Suit, Fernsehfilm)
- 1981–1982: Trapper John, M.D. (Fernsehserie, zwei Folgen)
- 1983: Fantasy Island (Fernsehserie, eine Folge)
- 1984: Simon & Simon (Fernsehserie, eine Folge)
- 1984: Ein Colt für alle Fälle (The Fall Guy, Fernsehserie, eine Folge)
- 1985: Born to Kill (Two Fathers’ Justice, Fernsehfilm)
- 1985: Explorers – Ein phantastisches Abenteuer (Explorers)
- 1986: Schlagzeile – Rufmord (News at Eleven, Fernsehfilm)
- 1986: Mission Cobra (Mission Kill)
- 1986: Die Stewardessen Academy (Stewardess School)
- 1986: Das Model und der Schnüffler (Moonlighting, Fernsehserie, eine Folge)
- 1987: Nightmare III – Freddy Krueger lebt (A Nightmare on Elm Street 3: Dream Warriors)
- 1987: Der Mann vom anderen Stern (Starman, Fernsehserie, eine Folge)
- 1987: Raumschiff Enterprise: Das nächste Jahrhundert (Star Trek: The Next Generation, Fernsehserie, eine Folge)
- 1988: Nightmare on Elm Street 4 (A Nightmare on Elm Street 4: The Dream Master)
- 1988: Camp der verlorenen Teufel (Survival Quest)
- 1988: Twice Dead – Weder tot noch lebendig (Twice Dead)
- 1989: Red Fox (Riding the Edge)
- 1989: Wer den Teufel ruft... (Night Visitor)
- 1989: Flotte Jungs auf Zombiejagd (Beverly Hills Bodysnatchers)
- 1989: Matlock (Fernsehserie, eine Folge)
- 1990: Gegen ihren Willen (Without Her Consent, Fernsehfilm)
- 1990: Hunter (Fernsehserie, eine Folge)